# Hyagnis lafabreguei
Hyagnis lafabreguei là một loài bọ cánh cứng trong họ Cerambycidae.